# Algemene vergadering van aandeelhouders
De algemene vergadering van een vennootschap bestaat uit alle aandeelhouders en is de hoogste instantie van de vennootschap. Ze komt minstens eenmaal per jaar samen. In de algemene vergadering wordt het beheer en de vertegenwoordiging van een vennootschap gedelegeerd aan één of meer zaakvoerders.

## Nederland
Aandeelhouders zijn economisch eigenaar van de vennootschap waar zij aandelen van bezitten. Dit kan zowel een  naamloze (NV) als  besloten vennootschap (BV) zijn. Om  pragmatische redenen hebben de aandeelhouders de dagelijkse leiding in het bedrijf overgedragen aan de directie van de vennootschap. De samenwerking (bestaande uit taken, verantwoordelijkheden en bevoegdheden) tussen directie en aandeelhouders is deels dwingend bepaald in het Boek 2 van het Nederlandse Burgerlijk Wetboek (rechtspersonen) en deels per vennootschap individueel bepaald in de statuten van de vennootschap. In de statuten kan ook een onderscheid worden geduid tussen verschillende soorten van aandelen. Die verschillen kunnen betrekking hebben zowel op zeggenschap (prioriteitsaandelen) als op een eventuele winstdeling (preferente aandelen).

### De vergaderingen
Voor onder meer vennootschappen bepaalt Boek 2 van het Nederlandse Burgerlijk Wetboek, Afdeling 4, artikel 217 e.v., apart voor een NV en een BV, dat de jaarrekening wordt vastgesteld door de algemene vergadering en dat tijdens ieder boekjaar ten minste één algemene vergadering wordt gehouden. Deze wordt bij een NV en een BV de algemene vergadering van aandeelhouders (AVA) genoemd. In het eenvoudigste geval is er een directeur-grootaandeelhouder (DGA) die de enige aandeelhouder en de enige bestuurder is, zodat er slechts één persoon aan de "vergadering" deelneemt. Ook dan moeten er wel officiële notulen van worden gemaakt.
De directie van de onderneming is verplicht om ten minste eenmaal per jaar verantwoording en rekenschap af te leggen aan de aandeelhouders tijdens de jaarlijks terugkerende algemene vergadering van aandeelhouders. Daartoe roept de directie, op de wijze zoals dat in de statuten is voorgeschreven, de aandeelhouders in vergadering tezamen. In deze vergadering doet de directie verslag van de gang van zaken en doet voorstel over de bestemming van een eventuele winst. In deze algemene vergadering van aandeelhouders worden ook de directieleden benoemd dan wel ontslagen.
Naast de gewone algemene vergadering van aandeelhouders kan ook sprake zijn van een buitengewone (of bijzondere) algemene vergadering van aandeelhouders (BAVA). Deze bijzondere vergadering kan tussentijds plaatsvinden op verzoek van zowel aandeelhouders als directie. De wijze van oproeping en stemming behoort in de statuten van de onderneming te zijn geregeld. Bij zowel de gewone algemene vergadering van aandeelhouders als de bijzondere vergadering van aandeelhouders geldt dat de spelregels als de bevoegdheden in de statuten moeten zijn vastgelegd.

### Bevoegdheden
De AVA is het vennootschapsrechtelijke orgaan van de onderneming met de zogenaamde 'uiteindelijke macht'. Deze uiteindelijke macht doelt op het controlerende aspect van de algemene vergadering van aandeelhouders. De AVA maakt weliswaar geen beleid, maar is wel bevoegd het beleid van het bestuur te monitoren.
Sommige beslissingen binnen een vennootschap kunnen enkel door de algemene vergadering genomen worden. Deze zijn het benoemen en afzetten van bestuurders en commissarissen en hun vergoeding bepalen. Tijdens de algemene vergadering wordt de balans en de resultatenrekening goedgekeurd. Een andere belangrijke beslissing die een algemene vergadering kan nemen is het wijzigen van het kapitaal. Op deze manier kan ze nieuwe aandelen of converteerbare obligaties uitgeven. Ook een belangrijke factor is dat ze de statuten kan wijzigen.
De beslissingen worden genomen met een meerderheid van stemmen. Het stemmen is ook mogelijk via brief, of door iemand volmacht te geven, indien men niet op de bijeenkomst aanwezig kan zijn.

### Structuurvennootschappen
De bevoegdheden van de AVA zoals hierboven uiteengezet gelden niet voor zogenaamde  structuurvennootschappen.

## België
In België beschikt de algemene vergadering enkel over de door de wet toegewezen bevoegdheden.
In België onderscheidt men drie soorten AV's:
1. de jaarvergadering: komt jaarlijks bijeen op een door de statuten bepaalde datum en beslist over de goedkeuring van de jaarrekening, over de bestemming van de winst en de verlening van kwijting aan bestuurders;
2. de bijzondere algemene vergadering: vindt plaats op een datum anders dan die bepaald in de statuten wegens bijvoorbeeld het openvallen van een bestuursmandaat;
3. de buitengewone algemene vergadering: de algemene vergadering die de statuten wijzigt. Hiervoor is een 3/4de meerderheid vereist waarbij minstens de helft van de aandelen vertegenwoordigd zijn.